# Syndrome d'activation mastocytaire
Ne doit pas être confondu avec Mastocytose.
Le syndrome d'activation mastocytaire (SAMA), communément appelé troubles de l'activation mastocytaire (MCAS en anglais), est une pathologie immunologique dans laquelle les mastocytes libèrent de façon inappropriée et excessive des médiateurs chimiques, provoquant un ensemble de symptômes chroniques et/ou récidivants, y compris le choc anaphylactique, ou un état approchant,,. Les symptômes principaux sont cardio-vasculaires, dermatologiques, gastro-intestinaux, neurologiques et respiratoires. Le SAMA est le plus souvent de type idiopathique, c'est-à-dire sans cause retrouvée. Cependant, il est parfois secondaire à une allergie, une pathologie auto-immune (SAMA secondaire) ou bien associé à une mutation du gène KIT (mutation D816V principalement). Dans cette dernière entité, il s'agit d'un SAMA clonal (Reference 1 et 2).
Contrairement à la mastocytose, où les patients ont un taux anormalement élevé de mastocytes, les patients atteints du SAMA ont un nombre normal de ces cellules. Mais celles-ci ne fonctionnent pas correctement et sont définies comme « hyperréactives ». Le SAMA est encore mal compris par les professionnels de la santé et reste actuellement un sujet de recherche.
Des travaux actuels s'intéressent aux maladies associées au SAMA idiopathique, qu'elles soient innées ou acquises. Parmi les maladies innées, il semblerait y avoir une association avec le Syndrome d'Ehlers-Danlos et les désordres du spectre de l'hypermobilité (DSH), mais cette association reste à confirmer sur le plan épidémiologique. Sur le plan des maladies acquises il est retrouvé parfois une association avec le Syndrome de Tachycardie Orthostatique Posturale (STOP) mais ces données doivent également faire l'objet de validation sur de grandes séries.

## Symptômes et déclencheurs
Le SAMA est une pathologie qui affecte plusieurs organes. Les symptômes peuvent fluctuer dans leur type, leur gravité et leur durée. De nombreuses manifestations et symptômes sont les mêmes que ceux de la mastocytose. En effet, dans la mastocytose, une partie des symptômes résulte de la libération de nombreux médiateurs par les mastocytes telle qu'observée dans le SAMA. Bien qu'il existe des signes distinctifs tels que l'urticaire pigmentaire qui est caractéristique de la mastocytose, des caractéristiques communes comme l'anaphylaxie idiopathique récurrente peuvent être observées dans l'ensemble de ces maladies.
Les symptômes communs sont, (liste non exhaustive) : 
- Dermatologiques
  - bouffées de chaleur (flush)
  - apparition facile d’ecchymoses
  - rougeur cutanée
  - démangeaisons chroniques
  - urticaire récidivante

- Cardiovasculaires
  - vertiges, étourdissements, présyncope, syncope
  - chutes de tension, tachycardie posturale

- Gastro-intestinaux
  - diarrhée ou constipation, crampes, inconfort intestinal, ballonnements, reflux
  - nausées, vomissements

- Psychologiques et neurologiques
  - sensation de brouillard dans le cerveau ou les idées, dysfonctionnement de la mémoire à court terme, difficulté à trouver ses mots
  - maux de tête, migraines
  - concomitants à la suite de la libération de médiateurs mastocytaires dans le cerveau :  attaques de panique, dépression, agressivité, sautes d’humeur, etc.

- Respiratoires
  - congestion nasale, toux, sifflements, asthme, Œdème de Quincke

- Urologique
  - dysurie, polyurie, nycturie

- Ophtalmologique
  - gêne oculaire, conjonctivite

- Constitutionnels
  - fatigue générale et malaises
  - intolérances diverses et variées aux aliments, à certains produits pharmaceutiques et chimiques (tels que les médicaments, parfums)
  - troubles de la régulation de la température corporelle (sensations excessives de chaleur ou de froid)

- Musculo-squelettiques
  - L'ostéoporose et l'ostéopénie (y compris chez les patients jeunes) qui est fréquent dans la mastocytose n'est pas retrouvée dans le SAMA idiopathique mais semble associé au SAMA clonal
  - douleurs musculaires et articulaires

- Choc anaphylactique ou anaphylactoïde : si un trop grand nombre de médiateurs sont déversés dans leur système, les patients peuvent aussi subir un choc anaphylactique, qui comprend une hypotension artérielle sévère pouvant être associée à des difficultés respiratoires, des démangeaisons, de l'urticaire, des rougeurs ou de la pâleur de la peau, une sensation de chaleur, un pouls faible mais rapide, des nausées, des vomissements, de la diarrhée, des étourdissements et des évanouissements.

Les symptômes peuvent être causés ou aggravés par des déclencheurs, qui varient considérablement et sont spécifiques à chaque patient.
Des déclencheurs communs sont :
- certains aliments et boissons (en particulier l'alcool, et les aliments à haute teneur en histamine)
- les changements de températures, la douche
- les odeurs, y compris des parfums ou de la fumée
- l'exercice ou l'effort physique
- le stress émotionnel
- des médicaments : anti-inflammatoires non stéroïdiens, iode, vitamine B9, codéine, etc.

## Causes
Les symptômes du SAMA sont expliqués par un excès de médiateurs chimiques libérés par les mastocytes de façon inappropriée et excessive. Ces médiateurs sont : Histamine, Héparine, Prostaglandines, Platelet Activating Factor (P.A.F.), Enzyme de Conversion de l’Angiotensine (E.C.A), Leucotriènes, Enzymes protéolytiques, Cytokines, Chimiokines, Tumor Necrosis Factor Alpha (T.N.F. Alpha).
La pathologie peut se présenter sous une forme modérée s'exacerbant brutalement à l'occasion d'un événement stressant de la vie ; ou les symptômes d'abord ténus, se développent en s'aggravant au fil du temps,. Les symptômes peuvent également s'améliorer au cours de la vie de manière spontanée. Il n'y a pas de cause unique connue à ce jour.
Les causes de libération de ces médiateurs sont encore mal comprises : 
- Certains allergènes et/ou pathogènes peuvent déclencher des signes d'activation mastocytaire (ou en être un co-facteur) tels que les venins d'insectes et particulièrement les hyménoptères, les pneumallergènes, les allergènes alimentaires mais également les infections (bactériennes, virales etc.).
- Une prédisposition héréditaire semble exister[5] chez une partie des patients, avec le syndrome d'alpha-tryptasémie héréditaire, dont l'anomalie (duplication du gène TPSAB1) est retrouvée chez 5% de la population générale en Grande-Bretagne.

## Diagnostic
Le SAMA est parfois difficile à identifier, en raison de l'hétérogénéité des symptômes et du « manque parfois de manifestations objectives ». La pathologie peut également être difficile à diagnostiquer, puisque les symptômes sont souvent nombreux et subjectifs. Les patients voient souvent de nombreux spécialistes en raison de la nature systémique de l'affection avant de voir un spécialiste des pathologies mastocytaires qui pourra poser le diagnostic. Cependant, les consultations avec les différents spécialistes en fonction des symptômes (médecine interne, allergologie, gastro-entérologie etc.) sont nécessaires pour éliminer les diagnostics différentiels ou bien pour rechercher une maladie associée au SAMA (maladie auto-immune, allergie etc.).
Le manque de connaissance et de prise de conscience du SAMA par certains professionnels de santé peuvent être des obstacles à l'établissement d’un bon diagnostic.
Bien que différents critères de diagnostic soient publiés, la stratégie couramment utilisée pour diagnostiquer les patients s’appuie sur trois observations ci-dessous :
1. L'association de symptômes résultant de la libération chronique et récurrente des médiateurs par les mastocytes telles que  les douleurs abdominales récurrentes, la diarrhée, les bouffées de chaleur, les démangeaisons, la congestion nasale, la toux, la sensation d'oppression thoracique, le sifflement respiratoire, les réactions anaphylactiques/anaphylactoides etc.
2. Les résultats d'analyses médicales démontrant une augmentation de la tryptase (+20% et +2µg/ml) lors d'une « crise mastocytaire » comparativement à la tryptase basale.
3. L’amélioration des symptômes après la prise des médicaments qui bloquent ou traitent le relargage de ces médiateurs[4].

L'Organisation mondiale de la santé n'a pas encore établi les critères de diagnostic pour cette maladie.

## Traitement
Les traitements pharmacologiques communs utilisés dans les centres de références sont :
- les stabilisateurs de mastocytes[7], notamment le cromoglycate de sodium qui n'est disponible qu'en préparation magistrale en France
- les anti-histaminiques H1[7], tels que la cétirizine ou le kétotifène
- les anti-histaminiques H2[7], comme la famotidine
- les anti-leucotriènes[7], comme le Montelukast
- certains médecins notamment aux États-Unis peuvent parfois prescrire certains anti-inflammatoires non stéroïdiens[6] tels que l'aspirine chez une partie des patients, mais ce type de prise en charge n'est pas consensuelle au niveau mondial[6].

Un changement de mode de vie peut également être nécessaire. Il est important d'éviter les facteurs déclencheurs. Il faut souligner que les patients peuvent réagir à toute nouvelle exposition, y compris par la nourriture, les boissons, les médicaments, les microbes et la fumée, par inhalation, ingestion ou contact.
Un régime alimentaire à faible teneur en histamine ou d'autres régimes par élimination peuvent être utiles pour identifier les aliments qui déclenchent ou aggravent les symptômes afin d'effectuer une éviction ciblée.
Chez les patients présentant des réactions aux médicaments, ce sont dans certains cas les excipients, agents de charge, liants, colorants etc. qui sont à incriminer et pas le principe actif. Pour cette raison, un changement de médicament voire une préparation magistrale sans excipient par le pharmacien peut être envisagée par le médecin.
L’immunothérapie par omalizumab est très efficace sur certaines formes de SAMA, elle permet au patient de retrouver une vie normale sans éviction et de supprimer les traitements symptomatiques.

## Pronostic
Le traitement du SAMA est à visée symptomatique.
Pour la plupart des personnes atteintes, les symptômes fluctuent au fil du temps, certains connaissent une amélioration voire une guérison spontanée et d'autres subissent une aggravation. La durée de vie pour les personnes atteintes du SAMA semble être normale, mais la qualité de vie peut varier d'un léger inconfort à une sévère altération aboutissant à une incapacité de travailler.
L’omalizumab se montre efficace dans certains cas et permet même parfois une guérison.

## Épidémiologie
Le SAMA est une entité relativement nouvelle dont la première publication sur le plan diagnostic a été publiée en 2007. De ce fait, il est très probablement sous-diagnostiqué.

## Histoire
Il a été suggéré dans la littérature médicale pendant des décennies, toutefois les critères diagnostiques n'ont été proposés qu'en 2010. La pathologie a été reconnue pour la première fois en 1991, et enfin nommée en 2007.